# كرة شاحبة (تشريح)
الكَرَةُ الشَّاحِبَة (باللاتينية: globus pallidus) تعرف أيضاً بالجسم المخطط القديم أو الشاحبة الظهرانية هي تركيب تحت قشري بالدماغ. وتشكل جزءاً من الدماغ الانتهائي "telencephalon"، ولكنها تحتفظ بعلاقات وظيفية بتحت المهاد وويعتبر كلاهما جزء من الجهاز الحركي خارج الهرمي. تشكل الكرة الشاحبة عنصر رئيسي من جوهر العقد القاعدية بجانب الجسم المخطط والذي يستهدف بشكل مباشر المادة السوداء. تتكون هذه الأخيرة من خلايا عصبية مماثلة، وتمتلك واردات مشابهة من الجسم المخطط الظهراني.

## التركيب

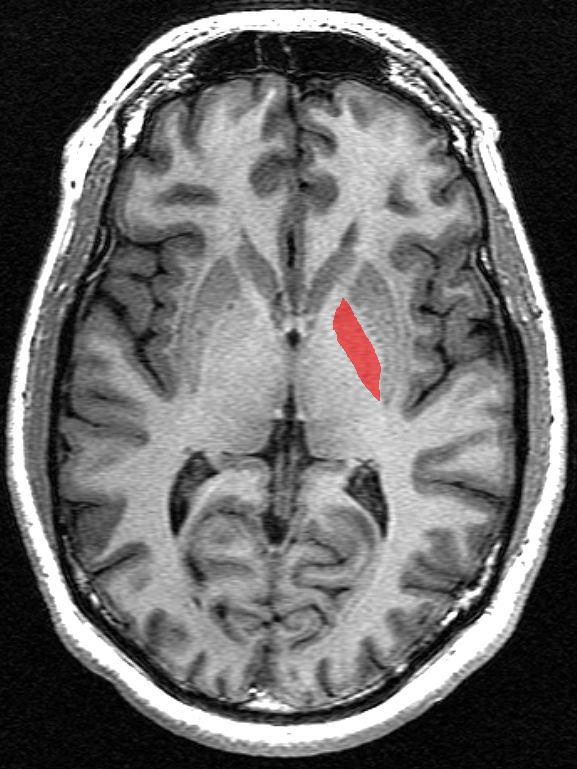
مقطع عرضي للكرة الشاحبة من صورة بالرنين المغناطيسي الهيكليتتكون

نوى الكرة الشاحبة من نفس المكونات العصبية. في الرئيسيات تكون كل الخلايا العصبية تقريبا للكرة الشاحبة كبيرة جداً، ايجابية للبارفاألبيومين (parvaalbumin-positive) وذات تفرعات شجيرية كبيرة جداً. تتميز بخصوصيتها في وجودها على أشكال أقراص مسطحة ثلاثية الابعاد موازية لبعضها وموازية لحدود الكرة الشاحبة وعمودية على المحاور العصبية المخططية الشاحبة الواردة". لا يوجد سوى عدد قليل من الخلايا العصبية الصغيرة الدوائر المحلية.
التركيب الدقيق غريب جداً حيث توجد التفرعات الطويلة في كل مكان بدون انقطاع ومغطاه بنقاط التشابك العصبي.

### الأجزاء

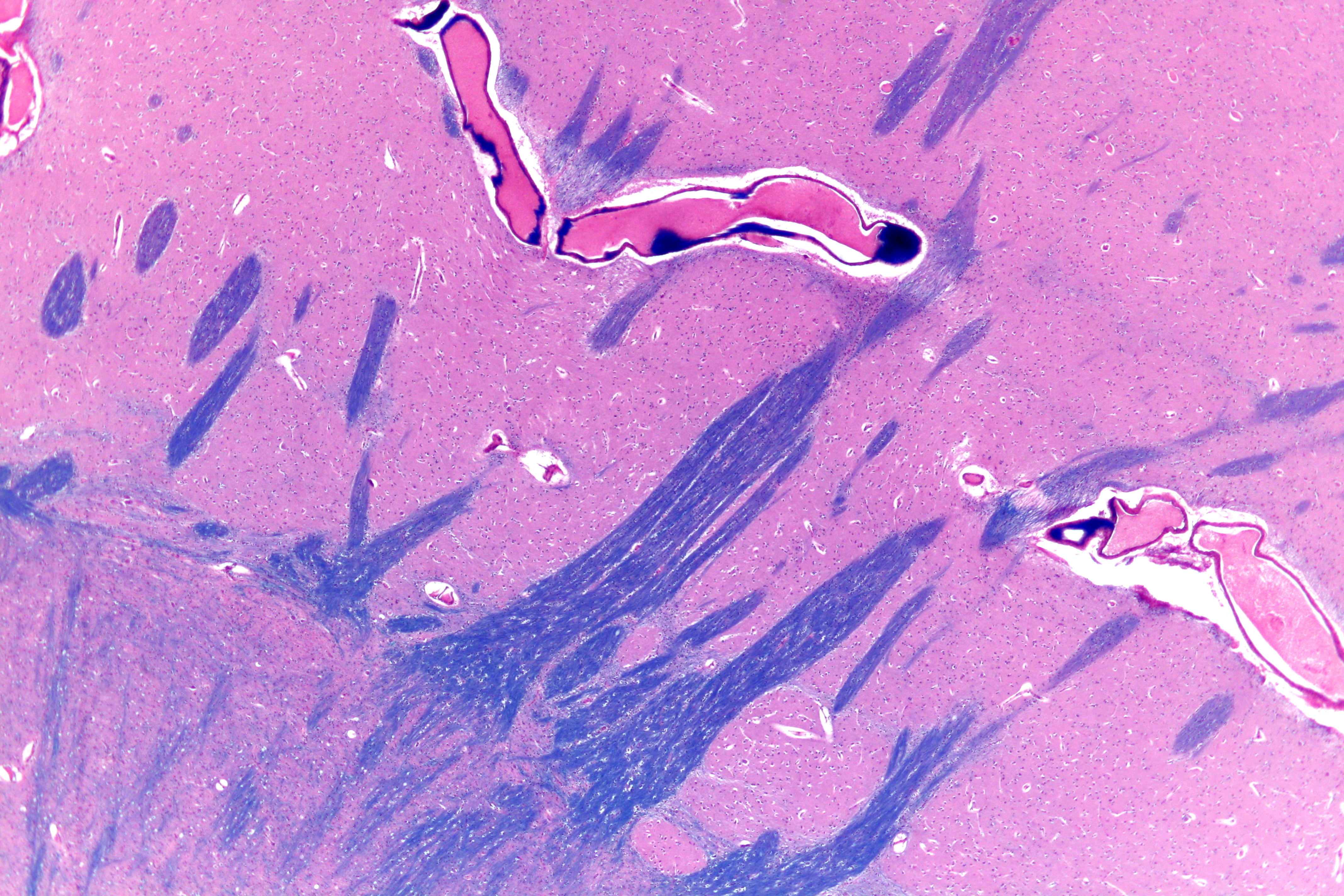
صورة ميكروسكوبية للكرة الشاحبة الخارجية (أسفل يسار الصورة) وللبطامة (أعلى يمين الصورة).

في الرئيسيات، تنقسم الكرة الشاحبة أو الشاحبة الظهرانية إلى جزئين بواسطة الصفيحة النخاعية الانسية (medial medullary lamina). ويسميان غالبا «الداخلية» و«الخارجية» (الكرة الشاحبة الداخلية [GPi] والكرة الشاحبة الخارجية [GPe]) كلاهما يتكونان من عصبونات متجاورة محاطة بجدران ميالينية.
أما الشاحبة البطنانية فتقع بداخل المادة اللامسماه وتستقبل ارتباطات صادرة من

## الوظيفة
الكرة الشاحبة هي عبارة عن تركيب في الدماغ يشارك في تنظيم الحركة الإرادية. وتشكل جزءاً من العقد القاعدية والتي هي-ضمن أشياء أخرى- تنظم الحركات التي تحدث على المستوى اللاإدراكي.
إذا تضررت الكرة الشاحبة سيؤدي ذلك لاضطرابات في الحركة لأن وظيفتها التنظيمية ستكون قد اختلت. قد توجد حالات قد تم فيها التلف عمداً كما في عملية تعرف ب«بضع الكرة الشاحبة أو pallidotomy» حيث يتم إحداث ضرر لتقليل ارتعاشات العضلات اللاإرادية.
عندما يتعلق الأمر بتنظيم الحركة، فإن الكرة الشاحبة تقوم بفعل مثبط في المقام الأول كي توازن الفعل الاستثاري للمخيخ.
وقد خُلق هذان النظامان لكي يعملا معاً في تجانس لكي يتمكن الناس من الحركة بسلاسة حتى بالرغم من وجود الحركات المتحكم بها.
عدم التوازن يؤدي إلى الارتعاشات، الهزات وغيرها من مشاكل الحركة التي تُرى في الأُناس الذين يعانون من الاضطرابات العصبية المُترقية التي تتميز بأعراض مثل الارتعاشات.
تعمل العقد القاعدية على المستوى اللاإدراكي مما يجعلها لا تحتاج لأي مجهود إدراكي لكي تعمل. عندما يأخذ شخصُُ ما القرار بالاندماج في نشاط مثل ملاعبة قطة، على سبيل المثال، تعمل هذه التراكيب على تنظيم الحركة لكي تجعلها تخرج في أقصى سلاسة ممكنة، وحتى تستجيب لردود الفعل. وبالمثل تشارك الكرة الشاحبة في التنظيم الخفى للحركات التي تمكن الناس من الكلام، الحركة، والاندماج في مجموعة واسعة من الأنشطة الأخرى مع الحد الأدنى من العرقلة.

### الناظمة الشاحبة السوداوية
نواتا الكرة الشاحبة وجزئي المادة السوداء (الجزء المكتنز والجزء المتشعب) يشكلوا معاً ناظمأ مستقلأ ذا تردد عالِِ"high-frequency autonomous pacemaker".

### الواردات الشائعة
يستقبل كلا من الجزئين كميات كبيرة من المحاور المتفرعة الانتهائية المفرزة للجابا من الجسم المخطط عن طريق الحزمة المخططية الشاحبة السوداوية. تشارك الواردات المخططية بأكثر من 90% من التشابكات العصبية. تستقبل نواتا الكرة الشاحبة محاور دوبامينية من الجزء المكتنز للمادة السوداء.

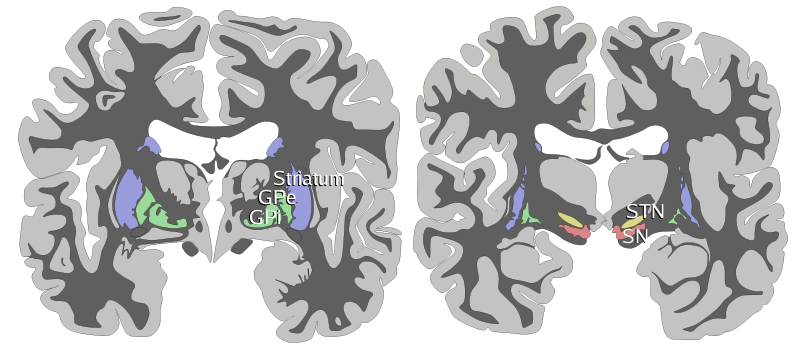
شرائح تاجية في الدماغ تُظهر العقد القاعدية.
ROSTRAL: الجسم المخطط، الكرة الشاحبة بجزئيها
CAUDAL: نواة تحت المهاد (STN), المادة السوداء (SN)

### المسار
تستقبل هذه المنطقة من العقد القاعدية مدخلات من منطقة أخرى تسمى بالجسم المخطط، والذي يشمل جزئين، النواة الذنبية والبطامة. وتتحول هذه المعلومات للمهاد سواء بطريقة مباشرة أو غير مباشرة. في حالة الكرة الشاحبة الداخلية [GPi] فإنها تُرسل إلى المهاد مباشرة، أما الكرة الشاحبة الخارجية [GPe] فإنها ترسل المعلومات للداخلية والتي بدورها تحولها للمهاد.

## التاريخ
لم يتم تأسيس أصل الاسم. كان معروفاً من قبل ديجرين (1906)، ولكن ليس عن طريق سانتياغو رامون كاجال ذ (1909-1911).

## صور إضافية

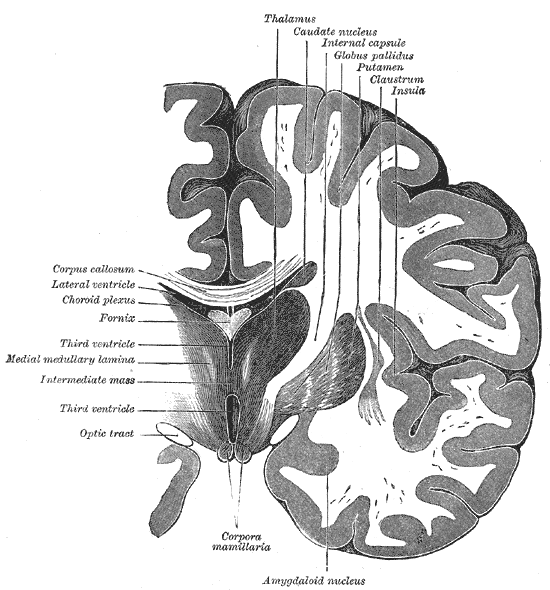
مقطع تاجي في المخ خلال الكتلة المتوسطة للبطين الثالث.
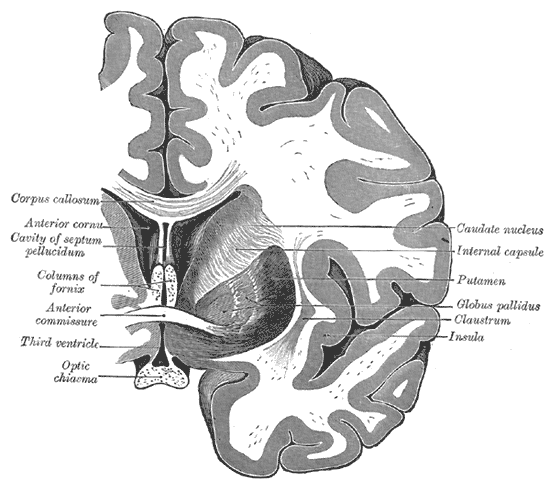
مقطع تاجي في الدماغ خلال الصِوار الأمامي المخي "anterior commissure" .
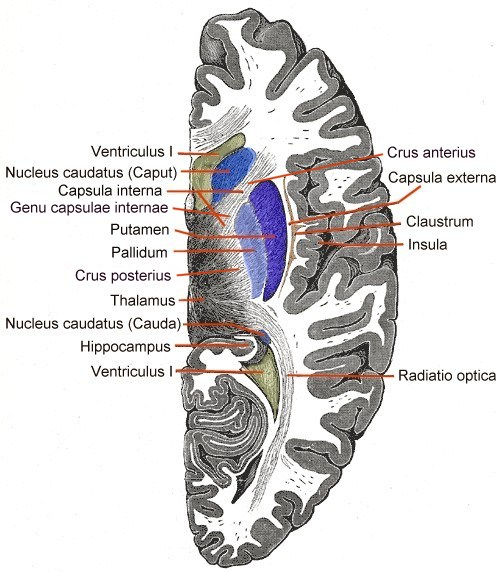
مقطع أفقي لنصف الكرة المخي الأيمن.
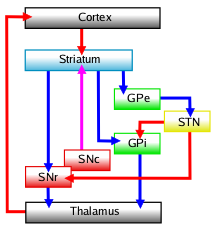
مخطط يوضح المسارات الجلوتامينية بالأحمر، والمسارات الدوبامينية بالأرجواني، ومسار الجابا بالأزرق.
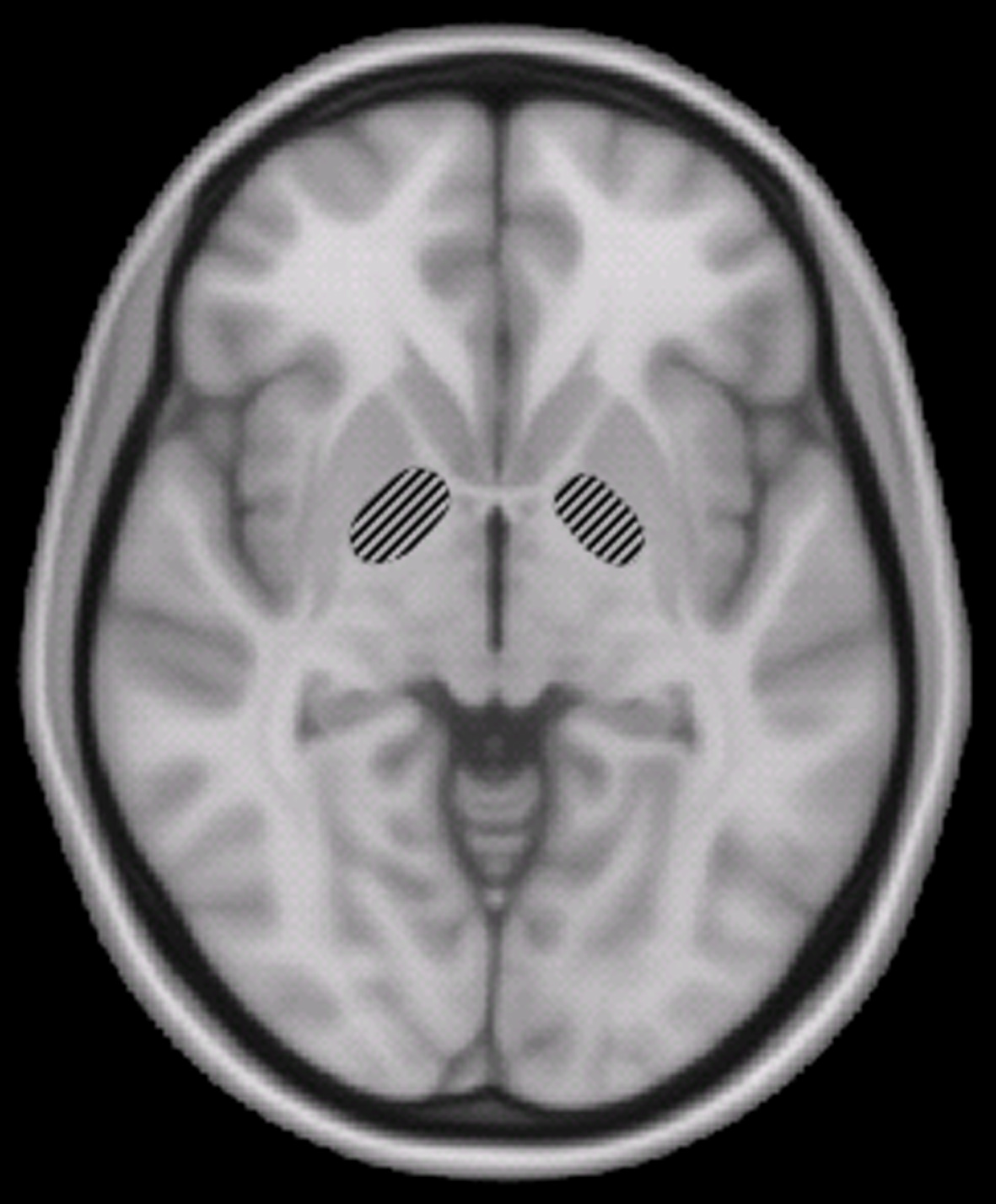
شريحة أفقية لصورة بالرنين المغناطيسي تُظهر الكرة الشاحبة.
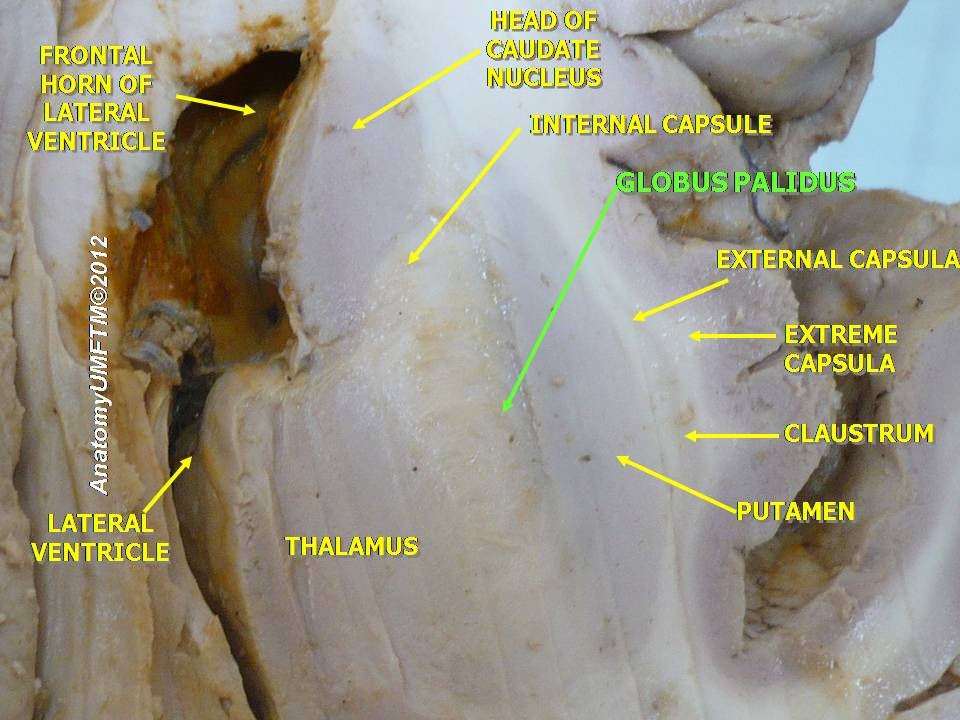
الكرة الشاحبة.

## المَراجع
1. ↑  نموذج تأسيسي في التشريح، QID:Q1406710
2. ↑  Theme atlas of anatomy: head and neuroanathomy. مؤرشف من الأصل في 2018-06-21.
3. ↑  Yelnik, J., Percheron, G., and François, C. (1984) A Golgi analysis of the primate globus pallidus. II- Quantitative morphology and spatial orientation of dendritic arborisations. J. Comp. Neurol. 227:200-213
4. ↑  Percheron, G.,Yelnik, J. and François. C. (1984) A Golgi analysis of the primate globus pallidus. III-Spatial organization of the striato-pallidal complex. J. Comp. Neurol. 227: 214-227
5. ↑  Fox, C.A., Andrade, A.N. Du Qui, I.J., Rafols, J.A. (1974) The primate globus pallidus. A Golgi and electron microscopic study. J. Hirnforsch. 15: 75-93
6. ↑  di Figlia, M., Pasik, P., Pasik, T. (1982) A Golgi and ultrastructural study of the monkey globus pallidus. J. Comp. Neurol. 212: 53-75
7. ↑  Surmeier, D.J., Mercer, J.N. and Savio Chan, C. (2005) Autonomous pacemakers in the basal ganglia: who needs excitatory synapses anyway? Cur. Opin.Neurobiol. 15:312-318.

## وصلات خارجية
- صور لشريحة دماغية مصبوغة تُشمل "Globus pallidus" على مشروع برين مابز [الإنجليزية]‏
- Diagram at uni-tuebingen.de نسخة محفوظة 7 فبراير 2006 على موقع واي باك مشين.
- NIF Search - Globus Pallidus via the Neuroscience Information Framework
- What Is the Globus Pallidus?